# رون هاغن
رون هاغن (بالنرويجية البوكمول: Rune Hagen)‏ (20 يوليو 1975 في النرويج - ) هو لاعب كرة قدم نرويجي في مركز مهاجم ‏. لعب مع إيرغوتيليس ونادي ستارت ونادي سترومسغودست ونادي فوليرينغا ونادي هرفوليه وNybergsund IL-Trysil ‏ وHønefoss BK ‏ وJevnaker IF ‏ وModum FK ‏.

## وصلات خارجية
- رون هاغن على موقع اتحاد النرويج (النرويجية)
- رون هاغن على موقع قاعدة بيانات كرة القدم.إي يو (الإنجليزية)